# Slaget vid Nördlingen
Slaget vid Nördlingen utkämpades den 27 augusti 1634 (juliansk tideräkning) mellan svensk-sachsiska trupper och Katolska ligans trupper strax söder om Nördlingen i Schwaben, Tyskland.

## Bakgrund
Efter segern vid Lützen 1632 lyckades svenskarna inte följa upp segern på grund av Gustav II Adolfs död, vilket resulterade i att den kejserliga armén fick tillbaka stridsviljan. På sommaren 1634 återintog man Regensburg och började gå mot Sachsen. Snart stod de kejserliga trupperna utanför staden Nördlingen som fortfarande hölls av protestanterna.

## Beskrivning av slaget
Den kejserliga fältherren Matthias Gallas belägrade Nördlingen. Den protestantiska armén under hertig Bernhard av Sachsen-Weimar och fältmarskalken Gustaf Horn ryckte till stadens undsättning. Horn ville ta en ställning och invänta förstärkningar men hertigen ville ha strid. Gallas armé besatte en del av höjderna söder om staden. Mot denna gick Horn på högra flygeln till anfall, medan hertig Bernhard tryggade fronten och Horns återtågsväg. Då anfallet misslyckades, hans trupper råkade i oordning och Gallas anföll över hela fronten, måste han dra sig tillbaka. Den protestantiska armén led ett katastrofalt nederlag. Gustaf Horn tillfångatogs, den högste svensk som tillfångatags under kriget, och de protestantiska allierade förlorade 12 000-14 000 man.

## Efterspel
Förlusten splittrade inte bara den svenska armén utan hela det evangeliska förbundet.
Även om inga regementen från det egentliga Sverige deltagit i slaget förlorade den svenska armén i Tyskland flera av sina mest kända värvade regementen. Följderna blev betänkliga för Sverige. Axel Oxenstierna skrev i ett brev hem till riksrådet i Sverige: "Jag vet nu snart ingen, som jag rätteligen kan säga att Sveriges krona kan förlita sig på. De som förr hava höjt oss upp i himmelen, säga nu vår nation vara orsak till deras undergång. Största delen låter händerna sjunka, och finnas icke få, som farliga rådslag förehava."
Nederlaget vid Nördlingen bröt den svenska dominansen i Tyskland och för att förhindra Habsburgarnas expansion norrut övertygade kardinal Richelieu kung Ludvig XIII att ge sig in i kriget på protestanternas sida.
Sachsens kurfurste Johan Georg slöt strax efter slaget enskild fred med kejsaren. Svenskarna skulle enligt denna överenskommelse tvingas att lämna Tyskland utan någon ersättning i land. Vägrade de, så lovade kurfursten hjälpa till att driva bort dem. Inte långt efteråt hade så gott som alla de protestantiska staterna i Tyskland slutit liknande fredsavtal med kejsaren. Kurfurstens "skändliga fredsslut" hade "gjort de andre irre och vilde", skrev Oxenstierna till riksrådet.